# Ernolsheim-lès-Saverne
Ernolsheim-lès-Saverne är en kommun i departementet Bas-Rhin i regionen Grand Est (tidigare regionen Alsace) i nordöstra Frankrike. Kommunen ligger i kantonen Saverne som tillhör arrondissementet Saverne. År 2022 hade Ernolsheim-lès-Saverne 601 invånare.

## Befolkningsutveckling
Antalet invånare i kommunen Ernolsheim-lès-Saverne
| Referens: INSEE |